# Вєтров Юрій Олександрович (військовик)
Ю́рій Олекса́ндрович Вє́тров (*28 листопада 1975 — †15 листопада 2014) — старший сержант 1-го батальйону територіальної оборони «Волинь» Збройних Сил України, загинув в ході російсько-української війни.

## Життєпис
Головний сержант-командир відділення 1-го батальйону територіальної оборони «Волинь».
15 листопада 2014-го загинув під час обстрілу біля Ольховатка — снаряд влучив у бліндаж. Сержант Вєтров був поранений у стегно, доки засипаний бліндаж розкопали, втратив багато крові. Помер під час транспортування до госпіталю в місто Антрацит.
Похований в Сумах, Центральне кладовище, Алея поховань Почесних громадян. Вдома лишилися мама і брат Владислав, дружина в цивільному шлюбі Наталія та люблячий син від першого шлюбу Дмитро.

## Нагороди та вшанування
- Указом Президента України № 311/2015 від 4 червня 2015 року, «за особисту мужність і високий професіоналізм, виявлені у захисті державного суверенітету та територіальної цілісності України, вірність військовій присязі», нагороджений орденом «За мужність» III ступеня (посмертно)[1].
- Розпорядженням Сумського міського голови від 19 лютого 2016 року № 43-Р іменем Юрія Вєтрова названо вулицю м. Суми (колишня назва — «вулиця Воровського»)[2].